# Гідрогеологія Узбекистану
Гідрогеологія Узбекистану. 
За геологічно-структурними і гідродинамічними особливостями на території Узбекистану виділяються дві великі гідрогеологічні області: Тянь-Шанська і Аральська. 
Перша гідрогеологічна область включає басейни тріщинних і тріщинно-карстових вод палеозойських гідрогеологічних масивів та артезіанські басейни. Води гідрогеологічних масивів прісні, гідрокарбонатно-кальцієвого і гідрокарбонатно-натрієвого складу, дебіти джерел до 100 л/с. Ґрунтові і пластові води артезіанських басейнів прісні і слабкосолонуваті (1-3 г/л). На глибокозанурених ділянках мінералізація сягає ступеня розсолів. 
Друга гідрогеологічна область включає фрагменти платформних артезіанських басейнів, а також Центральнокизилкумську групу гідрогеологічна структур. У Центральному Кизилкумі і Сирдар’їнському артезіанському басейні розвинені прісні і слабкосолонуваті пластові води. В Устюртському і Амудар’їнському басейнах ґрунтові води строкатої мінералізації (від прісних до солоних), води крейдового і юрського комплексів – переважно слабкі і міцні розсоли. 
Основні експлуатаційні запаси прісних ґрунтових і субнапірних вод містяться в четвертинних алювіальних і алювіально-пролювіальних відкладах, дебіти самовиливних свердловин до 100 л/с.